# Khi cháu là siêu quậy
Khi cháu là siêu quậy (tựa gốc: Parental Guidance) là một phim hài-gia đình của Mỹ năm 2012 có sự tham gia của Billy Crystal, Bette Midler, Marisa Tomei và Tom Everett Scott và đạo diễn bởi Andy Fickman. Phim công chiếu ngày 25 tháng 12 năm 2012.